# XVIII Cuerpo de Ejército (Bando republicano)
El XVIII Cuerpo de Ejército fue una formación militar perteneciente al Ejército Popular de la República que luchó durante la Guerra Civil Española. Formado por unidades de veteranos, lo largo de la contienda llegó a intervenir una destacada intervención en algunas de las principales batallas de la guerra, como Brunete, Teruel, Aragón o el Ebro.

## Historial

### Frente del Centro
La unidad fue creada el 29 de junio de 1937 en el frente de Madrid, quedando adscrita al Ejército del Centro.
Su primer comandante fue el teniente coronel de artillería Enrique Jurado Barrio. En julio de 1937, de cara a la batalla de Brunete agrupaba en sus filas a las divisiones 10.ª, 15.ª y 34.ª, todas ellas compuestas de tropas veteranas. Las fuerzas de las divisiones 15.ª y 34.ª centraron sus ataques en Villanueva de la Cañada, cuya guarnición franquista resistió los asaltos republicanos; por su parte la 10.ª División concentró sus ataques sobre Villanueva del Pardillo. Estas poblaciones acabarían cayendo, si bien retrasaron gravemente el avance republicano. Poco después del comienzo de la batalla el mando del XVIII Cuerpo de Ejército pasó al teniente coronel Segismundo Casado. Cuando la ofensiva republicana perdió fuerza, las divisiones del XVIII Cuerpo pasaron a la defensiva, resistiendo la acometida del Ejército franquista. Tras el final de la batalla la formación quedó situada en vanguardia, y el mando de la unidad fue asumido por el teniente coronel de artillería Enrique Fernández de Heredia.
Unos meses después, en septiembre, el XVIII Cuerpo de Ejército pasó a depender del recién creado Ejército de Maniobra.

### Aragón y Cataluña
En diciembre de 1937 la formación, integrada en el Ejército de Levante y compuesta por las divisiones 34.ª y 64.ª, participó en la batalla de Teruel. Las divisiones 34.ª y 64.ª, situadas al suroeste de Teruel, atacaron hacia las posicionese de «Pico del Zorro» y «La Muela». Las fuerzas del XVIII Cuerpo de Ejército tuvieron una destacada actuación en los combates, lo que motivó que su comandante —Fernández de Heredia— fuese ascendido al rango de coronel. Por su parte, la 70.ª División quedó situada en retaguardia como reserva estratégica de la formación. Con el final de los combates en Teruel el XVIII Cuerpo volvió a quedar agregado al Ejército de Maniobra.
En la primavera de 1938, tras el corte de la zona republicana en dos, varias formaciones del Ejército de Maniobra quedaron aisladas al norte del Ebro, entre ellas el XVIII Cuerpo de Ejército. Varias de estas unidades pasaron a integrarse en la recién creada Agrupación autónoma del Ebro, mientras que el XVIII Cuerpo de Ejército fue asignado al Ejército del Este. También hubo un cambio entre los mandos de la formación: a finales de marzo de 1938 el mayor de milicias José del Barrio Navarro fue nombrado comandante. Desplegado a lo largo de la línea defensiva del río Segre, algunas unidades del XVIII Cuerpo de Ejército tomaron parte en la ofensiva de Balaguer, a finales de mayo de 1938. Durante la batalla del Ebro las divisiones 27.ª y 60.ª llegaron a tomar parte en los combates, si bien el resto de unidades se mantuvieron en reserva.
Al comienzo de la campaña de Cataluña las unidades del XVIII Cuerpo de Ejército trataron de frenar la ofensiva franquista. Durante unos días el avance enemigo quedó ralentizado, pero a comienzos de enero de 1939 las defensas republicanas colapsaron y sus restos se retiraron hacia el norte, junto a otras unidades del Ejército republicano. Muchos de sus efectivos pasaron a Francia, quedando disuelta la unidad.

## Mandos
Comandantes
- teniente coronel de artillería Enrique Jurado Barrio;[12]
- teniente coronel Segismundo Casado;
- teniente coronel de artillería Enrique Fernández de Heredia;
- Mayor de milicias José del Barrio Navarro;

Comisarios
- Sebastián Zapirain Aguinaga, del PCE;[13]
- Antonio Serrano Molina, de la CNT;[14]
- Felipe García-Guerrero Matas, del PSUC;[15]

Jefes de Estado Mayor
- teniente coronel de Estado Mayor Ramón Ruiz-Fornells;
- comandante de Estado Mayor Ricardo Clavería Iglesias;
- teniente coronel de Estado Mayor Francisco Domínguez Otero;
- comandante de infantería Francisco Espí Ruiz;
- Mayor de milicias Francisco Ramos Molins;

## Orden de Batalla
| Fecha               | Ejército adscrito    | Divisiones integradas   | Frente de batalla |
| Junio de 1937       | —                    | 10.ª, 15.ª y 34.ª       | Centro            |
| 11 de julio de 1937 | Ejército del Centro  | 10.ª, 34.ª, 15.ª y 45.ª | Brunete           |
| Agosto de 1937      | Ejército del Centro  | 10.ª, 34.ª y 47.ª       | Centro            |
| Noviembre de 1937   | Ejército de Maniobra | 34.ª, 70.ª y 72.ª       | Reserva general   |
| Diciembre de 1937   | Ejército de Levante  | 34.ª y 64.ª             | Teruel            |
| Julio de 1938       | Ejército del Este    | 27.ª, 60.ª y 72.ª       | Reserva General   |
| Septiembre de 1938  | Ejército del Este    | 30.ª, 72.ª              | Reserva General   |
| Diciembre de 1938   | Ejército del Este    | 27.ª, 60.ª y 72.ª       | Segre             |